# Rosa von Waldeck
Rosa Gräfin von Waldeck, auch Rosie Goldschmidt Waldeck oder Rosie Gräfin Waldeck, geborene Rosa Goldschmidt (* 24. Juli 1898 in Mannheim; † 8. August 1982 in New York City), war eine deutsch-amerikanische Schriftstellerin und Journalistin.

## Leben
Rosa Gräfin von Waldeck wurde im Jahr 1898 als Rosa Goldschmidt in Mannheim geboren. Ihr Vater war einer der Gründer des Mannheimer Bankhauses „Marx und Goldschmidt.“ Rosa besuchte in Mannheim das Karl-Friedrich-Gymnasium, das bereits die Koedukation eingeführt hatte. Hier legte sie, als eine der wenigen weiblichen Schülerinnen, im Jahr 1917 das Abitur ab und studierte anschließend Kunstgeschichte in München, wechselte aber 1919 nach Heidelberg, wo sie sich den Gesellschaftswissenschaften bei Alfred und Max Weber zuwandte. Sie promovierte bei Alfred Weber zur Soziologie des Theater und erhielt das Prädikat „summa cum laude.“ Die Promotion erhielt zudem eine Auszeichnung als beste Doktorarbeit des Sommersemesters 1920. Alfred Weber hätte Rosa Goldschmidt gerne als Mitarbeiterin an seinem Institut behalten, aber sie wechselte nach Berlin, wo sie ein Bankvolotariat absolvierte, damit sie die väterliche Bank würde übernehmen können. In Berlin heiratete sie den bekannten Berliner Gynäkologen Ernst Gräfenberg. Bereits im Jahr 1925 wurde diese Ehe wieder geschieden. Rosa Goldschmidt wechselte nun nach Paris, und begann, für eine deutsche Zeitung Artikel zu schreiben. Als Reiseschriftstellerin in der Sowjetunion und in Westafrika feierte sie erste Erfolge. Sie konnte diese Reiseberichte erfolgreich beim Ullstein-Verlag publizieren. Rosa Goldschmidt heiratete den 63-jährigen verwitweten Franz Ullstein, aber die Familie akzeptierte die Ehe nicht und es kam zu einer neuerlichen Scheidung. Rosa Goldschmidt erhielt nach der Scheidung eine großzügige Abfindung.
Im Jahr 1931 verließ Rosa Goldschmidt Europa und ging nach New York City. Sie konvertierte zudem vom Judentum zum Katholizismus. In New York heiratete sie nach ihrer Ausbürgerung aus Deutschland durch die Nationalsozialisten den elf Jahre jüngeren ungarischen Grafen Armin von Waldeck. Nach Kriegsausbruch engagierte sie sich als Kriegsjournalistin. 1940 berichtete sie in dem amerikanischen Magazin Newsweek aus Rumänien, wo sie in einem Hotel in Bukarest lebte, über die Lage auf dem Balkan. Aus den Reportagen entstand 1942 das Buch Athene Palace.
Es folgten weitere Romane wie Lustre in the Sky, Venus am Abendhimmel oder The Emperor's Duchess. Im Jahr 1951 publizierte Waldeck ihr letztes politisches Buch Europe between the Acts. Sie berichtete in diesem Buch von ihrer Reise durch das zerstörte Nachkriegseuropa. Allerdings war diesem Buch kein Erfolg beschieden, und Rosa von Waldeck wurde vergessen.
Sie starb einsam am 8. August 1982 in ihrer US-Wahlheimat.

## Publikationen
- Prelude to the Past. The Autobiography of a Woman (William Morrow, New York 1934); Vorspiel zur Vergangenheit : Autobiographie, hrsg. von Katja Behling und Thomas B. Schumann, Hürth : edition memoria, 2022, ISBN 978-3-930353-43-9
- Athene Palace (Robert M. McBride and Company, New York 1942)
- Lustre In The Sky (1946)
- The Emperor's Duchess (1948)
- Europe Between The Acts (1951)
- Venus am Abendhimmel. Talleyrands letzte Liebe (aus dem Amerikanischen von Maria Wolff) (Rowohlt 1966)